# Ola Obarska

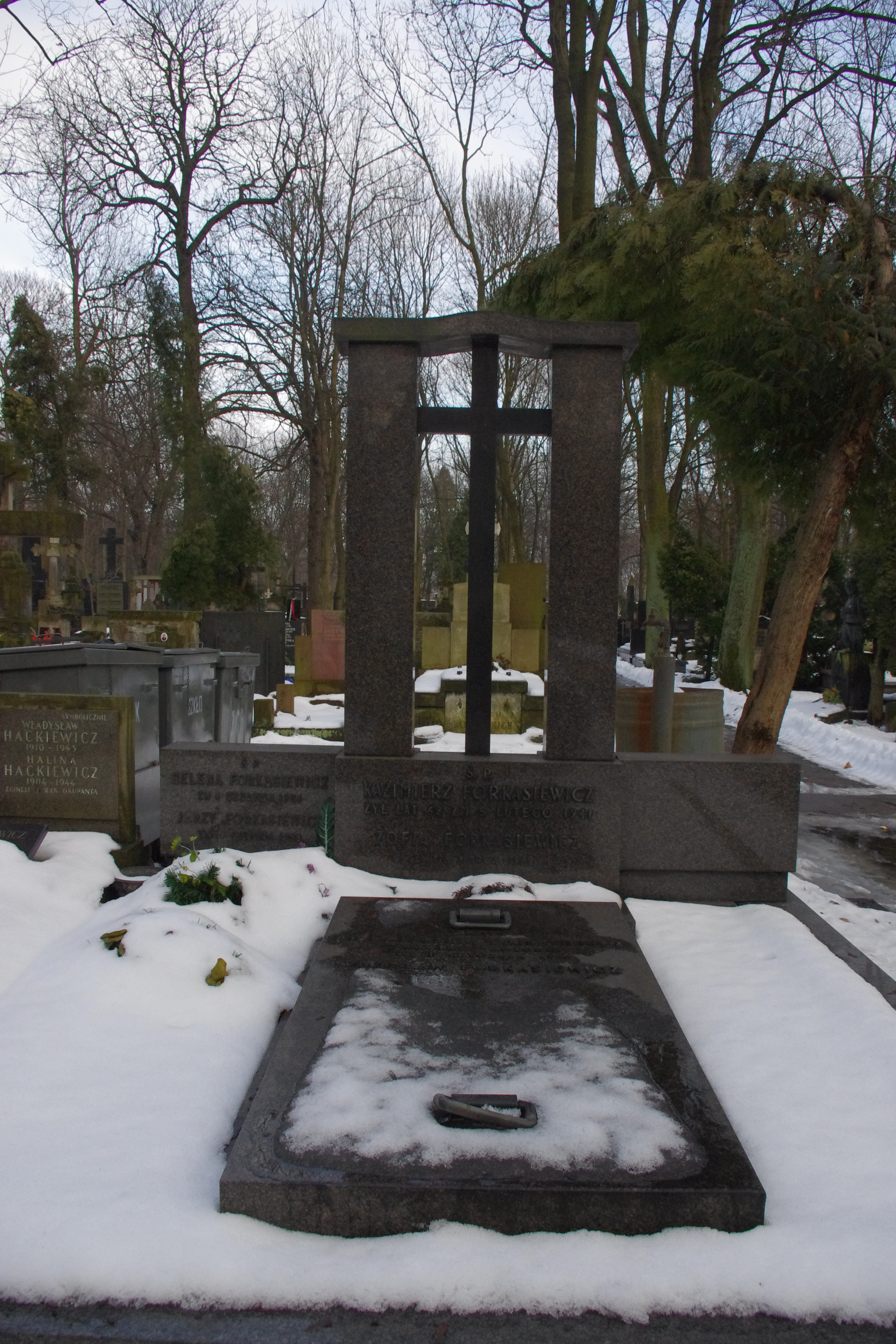
Grób Oli Obarskiej na cmentarzu Powązkowskim w Warszawie

Ola Obarska, właśc. Olimpia Izabela Obarska-Forkasiewicz (ur. 1 czerwca 1910 we Wrześni, zm. 1 stycznia 1994 w Warszawie) – polska aktorka, śpiewaczka operetkowa, librecistka, reżyserka teatralna, felietonistka i autorka tekstów, sporadycznie występująca w filmie. 

## Życiorys
Urodziła się w 1910 jako córka Józefa Obarskiego i Anny z Blochów. Miała siostrę Rajmundę. Od dzieciństwa mieszkała w Bydgoszczy (kamienica przy pl. Piastowskim), gdzie uczęszczała do gimnazjum żeńskiego Wandy Rolbieskiej oraz ukończyła Miejskie Konserwatorium Muzyczne w klasie śpiewu i fortepianu. Głos kształciła u prof. Targońskiej. Edukację muzyczną kontynuowała w Cours Du Fanloup w Boulogne sur Seine, we Francji. 
Od 1928 związana była z Teatrem Miejskim w Bydgoszczy, gdzie występowała przez dwa debiutanckie sezony (1928–1930). Po raz pierwszy występowała w 1929, w operetce „Polska krew” O. Nedbala, a później m.in. w „Baronie cygańskim” J. Straussa i „Carewiczu” F. Lehára. Jej występy zostały zauważone i wysoko ocenione przez sprawozdawców kulturalnych prasy bydgoskiej („Gazeta Bydgoska”, „Dziennik Bydgoski”). W 1930 zdała aktorski egzamin ZASP-u. 
Od 1932 mieszkała w Warszawie. Występowała m.in. w Teatrze Polskim i Teatrze Letnim, na deskach Operetki Warszawskiej, a także teatrów rewiowych i muzycznych. W latach 30. zagrała kilka drugoplanowych ról w filmach polsko-niemieckich, m.in. Der Bergführer von Zakopane (1930). Pod koniec lat 30. wyjechała za granicę. Występowała m.in. w Wiedniu, w operetce Bal w Savo’u, prowadziła także konferansjerkę w pięciu językach w berlińskim Teatrze Scala. Po powrocie do Polski występowała na scenie Teatru Wielkiego w Warszawie. Miesiąc przed wybuchem II wojny światowej zaczęła grać w operetce Panna Wodna w warszawskim teatrze 8.15.
W czasie okupacji hitlerowskiej śpiewała w kawiarniach warszawskich „Cyganeria”, „U Aktorek”. W latach 1940–1944 występowała w teatrach jawnych: Niebieski Motyl, Maska, Nowy Miraż, Melodia, Nowy. W 1941 miała własny lokal „Pod Lipą”. We wrześniu 1944 ochotniczo wstąpiła do I Armii Wojska Polskiego. Odbyła szlak bojowy do Berlina jako reżyser i aktorka teatru przyfrontowego. W styczniu 1945 przebywała wraz z Teatrem Żołnierskim 1 Armii Wojska Polskiego w Bydgoszczy, będąc świadkiem pożaru Teatru Miejskiego, w którym debiutowała. 
W sezonie 1945/1946, będąc na krótko etatową aktorką teatru bydgoskiego, zagrała swoją pierwszą powojenną rolę, kreując postać Ochotnickiej w Klubie kawalerów M. Bałuckiego. W 1946 została aktorką Teatru Ludowego w Warszawie. Nawiązała współpracę z Polskim Radiem i Teatrem Polskiego Radia. Zaczęła pisać teksty piosenek. m.in. dla wykonawców takich jak: Violetta Villas, Hanna Rek, Sława Przybylska, Mieczysław Fogg, Rena Rolska, Tadeusz Woźniakowski, Filipinki. Opatrywała polskimi słowami szereg światowych przebojów. Niektóre z nich sama śpiewała na wokalno-aktorskich recitalach. Prowadziła zajęcia z interpretacji piosenki w kabarecie „Mozaika”. 
Była autorką librett i reżyserką m.in. komedii muzycznej Wszystko dla kobiet, musicalu Hel oraz baletu Klementyna. Napisała wydaną w 1976 książkę Rozdawałam kwiaty zwycięzcom.
Była członkinią ZAiKS-u i Zarządu Sekcji Autorów Utworów Literackich (1968–1974).
Dwukrotnie zamężna. Po raz pierwszy z muzykiem i kompozytorem operetek, Jerzym Lawina-Świętochowskim, a po jego śmierci, od 24 lutego 1959 z architektem Zdzisławem Forkasiewiczem (zm. 2007). 
Zmarła w Warszawie, pochowana na cmentarzu Powązkowskim (kwatera Z-2-29,30).

### Związki z Bydgoszczą
Ola Obarska chętnie kultywowała związki z rodzinnym miastem. Była autorką popularnych piosenek o Bydgoszczy, śpiewanych m.in. przez Irenę Santor i Jolantę Kubicką. W latach 70. nazywana była „Bydgoskim Słowikiem” i gorąco oklaskiwana w czasie każdego występu w mieście nad Brdą. Poza piosenkami poświęconymi rodzinnemu miastu, takimi jak „Zielono jest w mojej Bydgoszczy”, „Piosenka o Bydgoszczy”, „Zaś ale”, czy „Bydgoszcz jedyne miasto” (będącymi wynikiem współpracy z bydgoskim kompozytorem Zbigniewem Lachowiczem) – była autorką kilkunastu modnych w latach 60. piosenek. Dość wspomnieć: „Białe noce”, „Koncert deszczowy”, „Tbiliso”, „Batumi”, „Morze Czarne nie jest czarne”, czy „Fascination”.

## Wybrana filmografia
- 1931 Krwawy wschód, jako sanitariuszka Anna

## Wybrane teksty piosenek
- Ach morze, morze (A. Ostrowski – O. Obarska)
- Around the world (V. Young – O. Obarska)
- Białe noce (W. Portnow – O. Obarska)
- Bydgoszcz jedyne miasto (Z. Lachowicz – O. Obarska)
- Chcesz to pójdę z tobą wszędzie (W. Żukowska – O. Obarska)
- Ciao, ciao, bambino (D. Modugno – O. Obarska)
- Czekolada (V. Mizzy – O. Obarska)
- Czułość (A. Pachmutowa – O. Obarska)
- Czy to już jest miłość (Z. Karasiński – O. Obarska)
- Czy to sen (J. Perkowski – O. Obarska)
- Czy wśród nas rosną nowi Kopernicy (W. Żukowska – O. Obarska)
- Deszczowy koncert (Z. Karasiński – O. Obarska)
- Dobry świat (O. Felcman – O. Obarska)
- Dolores (H. Giraud – O. Obarska)
- Fascination (F.D. Marchetti – O. Obarska)
- Hawa nagila (trad – O. Obarska)
- I... inni (W. Piętowski – O. Obarska)
- Jonel, Jonelule (C. Romano – O. Obarska)
- Kowalem swego szczęścia każdy bywa sam (W. Żukowska – O. Obarska)
- Liszt-twist (L. Bogdanowicz – O. Obarska)
- Żurawie nad Warszawą (L. Kagan – O. Obarska)
- Lubię z tobą tańczyć (Z. Karasiński – O. Obarska)
- Malaguena (E. Ramirez – O. Obarska)
- Mr. Wonderful (J. Bock – O. Obarska)
- Na stadionach świata (T. Woźniakowski – O. Obarska)
- Nie mam pragnień (L. Bogdanowicz – O. Obarska)
- Nikt nie dowie się nic (O. Felcman – O. Obarska)
- Ojczyzna marzeń (M. Sewen – O. Obarska)
- Panna wodna (opt.) – Serenada Andrzeja (J. Lawina-Świętochowski – O. Obarska)
- Patrz jaka piękna nasza ziemia (M. Sewen – O. Obarska)
- Pijany majtek (trad – O. Obarska)
- Piove [Ciao, ciao bambino] (D. Modugno – O. Obarska)
- Piwniczka (L. Staidl – O. Obarska)
- Powiedziała mama (R. Wrzaskała – O. Obarska)
- Szczęście (Manos Hadjidakis – O. Obarska)
- Tbiliso (R. Łagidze – O. Obarska)
- Tobie dałam serce me (M. Lapargerie – O. Obarska)
- Twoja (G. Malgoni – O. Obarska)
- Uśmiechnij się Mariolito (trad – O. Obarska)
- Uśpiona fontanna (E. Stern – O. Obarska)
- Volare (D. Modugno – O. Obarska)
- Wełtawo, rzeko błękitna (trad – O. Obarska)
- Wierzysz? Nie wierzysz? (A. Ostrowski – O. Obarska)
- Zielono jest w naszej Bydgoszczy (Z. Lachowicz – O. Obarska)

## Ordery i odznaczenia
- Krzyż Kawalerski Orderu Odrodzenia Polski (1975)
- Brązowy Krzyż Zasługi (1954)
- Medal „Za udział w walkach o Berlin” (1966)
- Odznaka Grunwaldzka (1974)
- Odznaka „Zasłużony Działacz Kultury” (1979)
- Medal ZAiKS-u (1978)[4]

Źródło:.